# Malatyaspor
Malatyaspor Kulübü, turecki klub piłkarski z siedzibą w mieście Malatya.

## Historia
W sezonie 2002/2003 grał w finale Pucharu Turcji, w którym przegrał 0:3 z zespołem Trabzonspor. Pozwoliło to jednak zakwalifikować się Malatyasporowi do rozgrywek Pucharu UEFA. W ich pierwszym występie w europejskich pucharach, w sezonie 2003/2004 zostali jednak wyeliminowani już w I rundzie przez szwajcarski FC Basel, z którym przegrali u siebie 0:2, zaś w Bazylei wygrali 2:1 po dogrywce. W tym czasie w składzie klubu był Polak, były gracz Odry Wodzisław Jacek Ziarkowski. Zagrał on 1 mecz w Superlidze i zdobył 1 bramkę. W sezonie 2005/2006 Malatyaspor zanotował spadek z Süper Lig. Po kolejnych trzech latach klub został relegowany na trzeci poziom ligowy w sezonie 2008/2009. Już w kolejnym sezonie klub spadł ponownie z 2. Lig do 3. Lig, a od 15 marca 2011 roku klub został zdegradowany na poziom amatorski w Bölgesel Amatör Lig (piąty poziom ligowy).

## Europejskie puchary
Legenda do wszystkich tabel:
- Q – runda eliminacyjna, 1/16, 1/8, 1/4, 1/2 – odpowiednia faza rozgrywek, Grupa – runda grupowa, 1r gr – pierwsza runda grupowa, 2r gr – druga runda grupowa, F – finał, R – runda, PO – play-off
- k. – rzuty karne, los. – losowanie, Dogr. – dogrywka, w. – zasada bramek strzelonych na wyjeździe

| Sezon   | Rozgrywki   | Runda | Klub     | Dom | Wyjazd | Ogólnie |
| ------- | ----------- | ----- | -------- | --- | ------ | ------- |
| 2003/04 | Puchar UEFA | 1R    | FC Basel | 0–2 | 2–1    | 2–3     |

## Strony klubowe
- Oficjalna strona klubu Malatyaspor. malatyaspor.org.tr. [zarchiwizowane z tego adresu (2018-10-03)].